# L'Amoureux de Grand-Mère
L'Amoureux de Grand-Mère (France) ou L'Amant de Grand-mère (Québec) (Lady Bouvier's Lover) est le 21e épisode de la saison 5 de la série télévisée d'animation Les Simpson.

## Synopsis
L'anniversaire de Maggie a été fêté avec toute la famille, y compris Abraham et la mère de Marge, Cela amène Marge à constater que leurs parents sont trop seuls et qu'ils auraient besoin d'avoir un peu de compagnie. Homer et Marge décident donc d'organiser un repas et d'y inviter leurs parents.